# Distretto di Chavuma
Il distretto di Chavuma è un distretto dello Zambia, parte della Provincia Nord-Occidentale.
Il distretto comprende 13 ward:
- Chambi Mandalo
- Chavuma Central
- Chiyeke
- Chivombo Mbalango
- Kalombo Kamisamba
- Kambuya Mukelangombe
- Lingelengenda
- Lingundu
- Lukolwe Musumba
- Nguvu
- Nyatanda Nyambingila
- Sanjongo
- Sewe